# Paradoks d’Alemberta

Linie prądu nielepkiego płynu wokół walca

Paradoks d’Alamberta, paradoks Eulera – paradoks w mechanice płynów sformułowany przez Jeana le Rond d’Alemberta. Paradoks ten polega na tym, że ze wzorów wynika, iż siła działająca na ciało opływane płynem nielepkim przy ruchu potencjalnym (bezwirowym) równa jest zero – co jest sprzeczne z doświadczeniem.